# Ministro extraordinário da comunhão

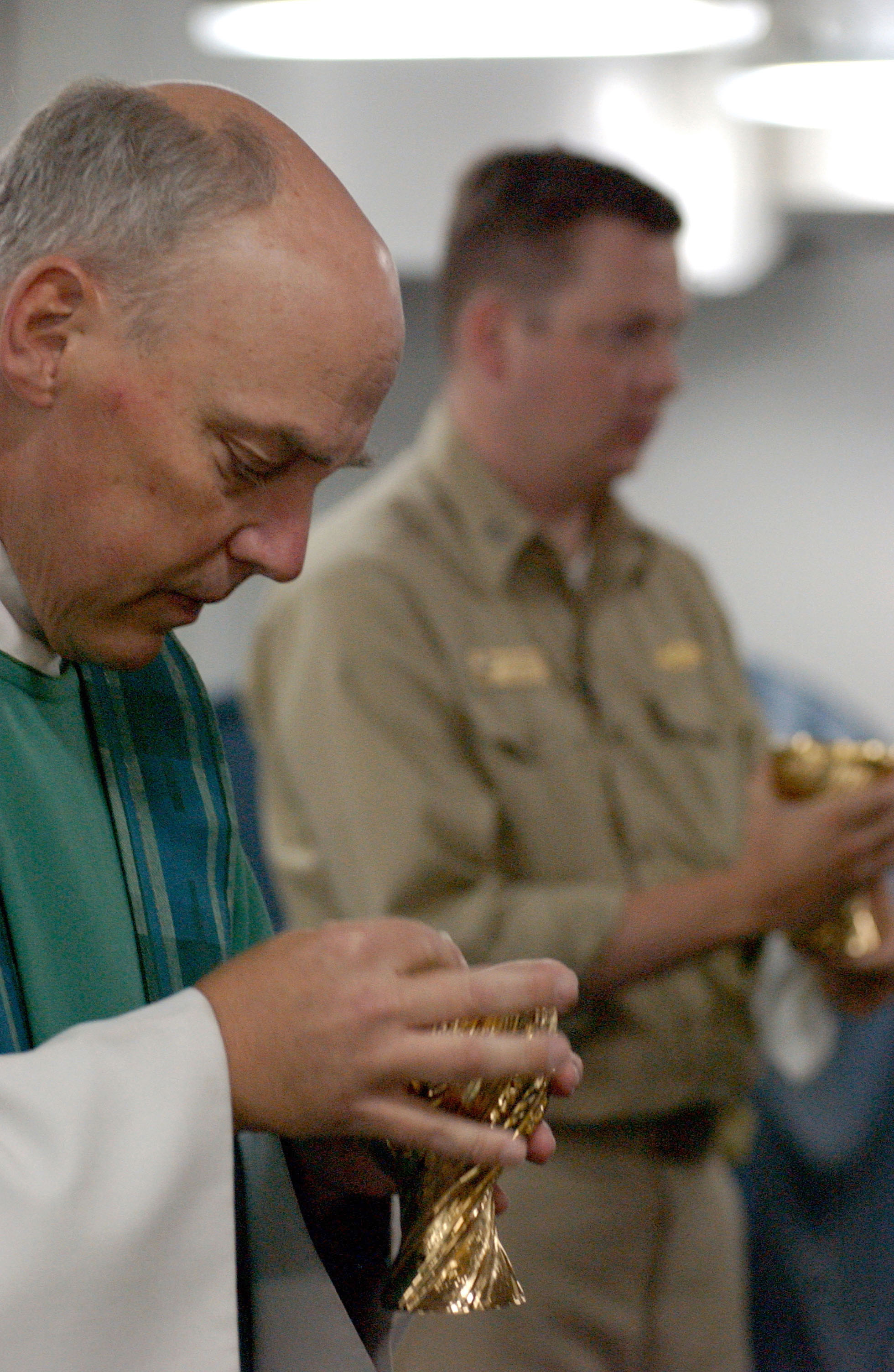
‎Um ministro ordinário (padre, em primeiro plano) e ministro extraordinário (leigo, ao fundo) distribuem a Santa Comunhão.‎

O ministro extraordinário da Sagrada Comunhão é, na Igreja Católica, um leigo a quem é dada permissão, de forma temporária ou permanente, de distribuir a Comunhão aos fiéis, na missa ou noutras circunstâncias, quando não há um ministro ordenado (bispo, presbítero ou diácono) que o possa fazer.
Chamam-se extraordinários porque só devem exercer o seu ministério em caso de necessidade, e porque os ministros ordinários (isto é, habituais) da comunhão são apenas os fiéis que receberam o sacramento da Ordem. Na verdade, é a estes que compete, por direito, distribuir a comunhão. Por esse motivo, o nome desta função é ministro extraordinário da comunhão, e não da Eucaristia, visto que apenas os sacerdotes são ministros da Eucaristia, e a função dos ministros extraordinários da comunhão exerce-se apenas na sua distribuição.
Segundo a carta Redemptionis Sacramentum, esse ofício, de distribuir a comunhão extraordinariamente, neste ministério, entendendo-se conforme seu nome em sentido estrito, o ministro é um extraordinário da Sagrada Comunhão, jamais um ministro especial da sagrada comunhão, nem um ministro extraordinário da Eucaristia, nem ministro especial da Eucaristia, com o uso desses nomes, amplia-se indevida e impropriamente seu significado.
Somente o sacerdote validamente ordenado é o ministro capaz de gerar o sacramento da Eucaristia. Por essa razão, o uso de ministro da Eucaristia só se refere ao sacerdote. Em razão da ordenação, os ministros ordinários da sagrada comunhão são o bispo, o presbítero e o diácono.
O ministro extraordinário da Sagrada Comunhão só poderá administrar a Comunhão na ausência do sacerdote ou do diácono, quando o mesmo estiver impedido por enfermidade, idade avançada ou algum outro motivo sério, ou quando o número de fiéis comungantes for muito grande e que a celebração da Missa se prolongue.

## Origem
Em 1965, o Santo Ofício passou a conceder aos bispos da Alemanha Oriental delegar leigos para levar e distribuir a Eucaristia nos locais de celebração da Palavra onde não havia sacerdote. Essa concessão era dada em caráter experimental.
Em 1969, foi promulgada a instrução Fidei Custos, que ampliava essa concessão. Em 1972, o ministério passa pela sua fase de implementação com o motu proprio do Papa Paulo VI Ministéria Quaedam, que também instituía os ministérios do leitor e do acólito.
Em 1973, é instituída a faculdade de escolher ministros extraordinários da Santa Comunhão com a instrução Immensae Caritatis.
Dessa forma, os leigos não apenas distribuem a Eucaristia na missa, mas tem sua custódia, o recipiente onde se coloca a Hóstia consagrada para levar aos enfermos, conhecida como teca. Os leigos também podem fazer a Exposição do Santíssimo Sacramento e presidir a celebração da Palavra.
O Ministério Extraordinário da Santa Comunhão surgiu depois do Concílio Vaticano II pela necessidade de apoio aos ministros ordenados (bispos, presbíteros e diáconos) na evangelização. A base do ensinamento encontra-se nas primeiras comunidades cristãs, em conformidade com o livro de Atos dos Apóstolos 6:3.
A ideia foi levada ao concílio pelo padre brasileiro José da Paixão Nunes Coelho, CM, de Bambuí, interior de Minas Gerais, que enviou uma carta a Dom Belchior Joaquim da Silva Neto, bispo de Luz, em Minas Gerais, que estava no Concílio. Na carta, padre José expressava o seu cansaço físico em ter que ministrar tantas comunhões durante os dias e, pedia-lhe, se seria possível delegar aos leigos tal função.
Com a ideia oficialmente aprovada, Dom Belchior contou a novidade a Padre José e delegou 10 leigos que foram investidos oficialmente na função de ministros extraordinários da Sagrada Comunhão. Em 1º de janeiro de 1968, na Catedral de Nossa Senhora da Luz, em Luz (MG), os 10 leigos foram empossados na função. Foram os primeiros ministros extraordinários da Sagrada Comunhão de maneira oficial.
Bem acolhida na generalidade, esta novidade, contudo, não foi bem-aceita por muitos católicos tradicionalistas, que sublinharam a anterior disciplina de não permitir aos leigos, em absoluto, tocar no pão ou no vinho consagrado nem nos vasos sagrados que os contêm.

## Preparação e designação dos ministros extraordinários da comunhão
Os ministros extraordinários da comunhão devem ser escolhidos entre a comunidade cristã respectiva e devem ser pessoas idôneas e com boa prática cristã. Na maior parte das dioceses, os candidatos, antes de assumirem as suas funções, recebem uma formação litúrgica e doutrinal que lhes permita exercer a sua função com a máxima dignidade e decoro.
No fim de tal formação, são admitidos pelo bispo às funções para que foram escolhidos, o que alguns casos é feito numa celebração litúrgica. Normalmente, a função é atribuída por um determinado prazo, que geralmente pode ser renovado.
No entanto, para o caso de uma celebração em que são necessários os serviços dum ministro extraordinário da comunhão e não se encontra nenhum na assembleia, pode ser designada nesse momento uma pessoa idônea que auxilie o presidente da celebração. O missal romano apresenta, para esse efeito, uma fórmula de designação eventual de ministro extraordinário da comunhão. Neste caso, porém,  a designação desse ministro cessa ao terminar a celebração.

## Funções
São estas as funções dos ministros extraordinários da comunhão:
- distribuição da comunhão na missa.[2]
- distribuição da comunhão fora da missa, aos doentes ou outras pessoas que com razão o solicitem.[2]
- administração do viático.[2]
- exposição do Santíssimo Sacramento para adoração dos fiéis (mas não a bênção com o mesmo), em situações específicas.[2]
- presidir a Celebração da Palavra – onde não houver sacerdote[2]

Todas estas funções devem ser realizadas em caso de necessidade, ou seja, quando não houver ministros ordenados disponíveis ou em número suficiente. Face a alguns abusos neste sentido, a Congregação para o Culto Divino e Disciplina dos Sacramentos, de acordo com o Papa João Paulo II, declarou, na instrução Redemptionis sacramentum que "se habitualmente estiver disponível um número de ministros sagrados suficiente para a distribuição da Sagrada Comunhão, não se podem designar para esta função ministros extraordinários da Sagrada Comunhão. Em tais circunstâncias, aqueles que estejam designados para tal ministério não o exerçam. É reprovável a prática daqueles Sacerdotes que, embora estejam presentes na celebração, se abstêm de distribuir a Comunhão, encarregando os fiéis dessa função."